# Alfredo de Mendonça
Alfredo de Mendonça (Angra do Heroísmo (Sé), 18 de agosto de 1867 — Angra do Heroísmo (São Pedro), 21 de março de 1938), grande comerciante e produtor agrícola, pioneiro na industrialização dos laticínios e no comércio e aluguer de veículos automóveis. Foi presidente da Câmara Municipal de Angra do Heroísmo.

## Biografia
Impulsionador da cultura a grande escala da batata, amendoim, alho e espadana, fundou várias fábricas de lacticínios, entre as quais a da Guarita (onde atualmente funciona o quartel de bombeiros da AHBVAH) e a de Santa Bárbara. Esta última alcançou fama pela pureza e qualidade de seus produtos, dispondo de maquinaria moderna para a sua confeção que rivalizava com as congéneres estrangeiras.
Foi sócio-gerente da firma Alfredo de Mendonça & Companhia e agente das companhias de navegação White Star Line e Dominion Line, tendo nessa condição promovido excursões de turistas para vários destinos. Fomentou a divulgação dos Açores no estrangeiro, sobretudo em Inglaterra e França, onde por várias vezes se deslocou para esse fim. Imprimiu, em português, francês e inglês, um folheto de propaganda turística, ilustrado, que fez distribuir pelas agências daquela companhia e outro sobre o fabrico de manteiga e queijos, produtos de sua exportação.
Deu também notável impulso à Associação Comercial de Angra do Heroísmo, de que foi presidente, instalando condignamente a sua sede na Rua de São João e promovendo sessões culturais e de interesse para o desenvolvimento comercial e industrial da ilha Terceira. No salão que a elas se destinava, realizaram-se várias exposições de pintura, desenho, fotografia e outras. Também desenvolveu notável ação como presidente da direção do Lawn-Tennis Club, cujas instalações beneficiou. Foi tesoureiro da Junta Geral do Distrito e colaborou largamente na imprensa, pugnando pelo desenvolvimento industrial e turístico dos Açores.